# Spectru sonor
Spectrul sonor sau seria armonică (de armonice superioare) reprezintă ansamblul de frecvențe produse la punerea în vibrație a unui oscilator armonic, ale căror intensități sonore sunt descrise separat. Spectrul se poate referi, prin extensiune, la o reprezentare grafică sau numerică a valorilor respective. 
În cele mai multe aplicații, spectrele sonore studiate sunt cuprinse în domeniul audibil (frecvențe între aprox. 20 și 20 000 Hz). În muzică se analizează spectrele instrumentelor muzicale cu înălțime determinată și ale vocilor umane, ele având o influență importantă asupra timbrelor obținute.

## Modelul teoretic

Seria armonică a unei coarde. Vibrația pe întreaga lungime (prima de sus) corespunde armonicei fundamentale.

Fiecare dintre frecvențele unui spectru sonor poartă denumirea de parțială (frecvență parțială) sau armonică (cf. oscilator armonic – în practică, substantivul „armonică” este adesea trecut la masculin, devenind „armonic”). Aceste „frecvențe” sunt în fapt sunete simple, sinusoidale – graficul în timp al elongației (distanța față de poziția de echilibru) pentru orice punct de pe oscilator are profilul funcției sinus.
Cea mai joasă dintre frecvențe se numește fundamentală (numită și frecvență fundamentală, armonică fundamentală, armonicul întâi). Toate celelalte frecvențe parțiale sunt multipli naturali ai frecvenței fundamentale; suma lor alcătuiește o serie (teoretic infinită), astfel explicându-se denumirea de serie armonică (un caz particular al celui descris în matematică).
Obținerea de armonice se explică prin formarea de unde staționare de-a lungul oscilatorului. Pornind din punctul în care acesta a fost acționat, propagarea în ambele sensuri și reflectarea undelor determină apariția de puncte ce împart lungimea oscilatorului în fracțiuni egale. Astfel, armonicul cu numărul n va avea de n ori frecvența armonicului fundamental și se va produce în punctele care împart lungimea în n segmente congruente.
Fiecare sunet armonic este caracterizat de o intensitate sonoră specifică, determinată de caracteristicile acustice ale oscilatorului. În mod teoretic, un sunet este suma unei infinități de parțiale, însă energia scade odată cu creșterea indicelui de armonică. (De aceea, intensitatea sonoră a armonicelor mai înalte de 20–30 este neglijabilă în majoritatea aplicațiilor.)

## Utilizarea în muzică

### Oscilatoare folosite
În acest context, oscilatoarele sunt conținute în instrumentele muzicale sub formă de coarde (în instrumentele cu coarde), coloane de aer (aflate în tuburile sonore ale instrumentelor de suflat), ancii și lame (metalice, din lemn), membrane ș.a. Cazurile cele mai importante, teoretizate cel mai pe larg datorită complexității modelului acustic presupus (și, prin urmare, a varietății remarcabile de timbre posibile) sunt ale corzilor și ale tuburilor sonore.

### Importanță
Afilierea seriilor armonice cu muzica reprezintă baza sistemelor sonore (de înălțimi muzicale) tonal și modal, manifestând însă influențe și în privința sistemelor serial și spectral. Istoria muzicii a fost puternic influențată de percepția diferită asupra spectrului sonor de-a lungul secolelor; există chiar o ipoteză conform căreia istoria esteticii muzicale poate fi comparată cu lecturarea unei serii armonice de la fundamentală la armonice tot mai îndepărtate (cu indici tot mai mari). Nu în ultimul rând, seriile de armonice sunt responsabile pentru îmbogățirea rezonanței tuturor instrumentelor muzicale și stau la baza construcției suflătorilor: în vreme ce lemnele se folosesc de un număr mic de armonice (2–5) pentru extinderea ambitusului în sens ascendent, alămurile folosesc exclusiv seriile armonice, eventual în combinație cu modificarea lungimii tubului sonor (la tromboane și la alămurile moderne, construite începând cu secolul XIX).